# Нортвју (Мичиген)
Нортвју (енгл. Northview) насељено је место без административног статуса у америчкој савезној држави Мичиген.

## Демографија
По попису из 2010. године број становника је 14.541, што је 189 (-1,3%) становника мање него 2000. године.
| Група             | 2000.          | 2010.          |
| Белци             | 13.755 (93,4%) | 13.053 (89,8%) |
| Афроамериканци    | 286 (1,9%)     | 525 (3,6%)     |
| Азијати           | 159 (1,1%)     | 183 (1,3%)     |
| Хиспаноамериканци | 313 (2,1%)     | 416 (2,9%)     |
| Укупно            | 14.730         | 14.541         |